# Bahnhof Uster

Der Bahnhof Uster wurde von der Glatthalbahn als provisorischer Endbahnhof in Uster, Kanton Zürich, eröffnet. Er kam über die Vereinigten Schweizerbahnen (VSB) in den Bestand der Schweizerischen Bundesbahnen (SBB). Der Bahnhof Uster mit zwei Lokremisen steht als Kulturgut nationaler Bedeutung unter Denkmalschutz (KGS-Nr.: 7698).

## Geschichte

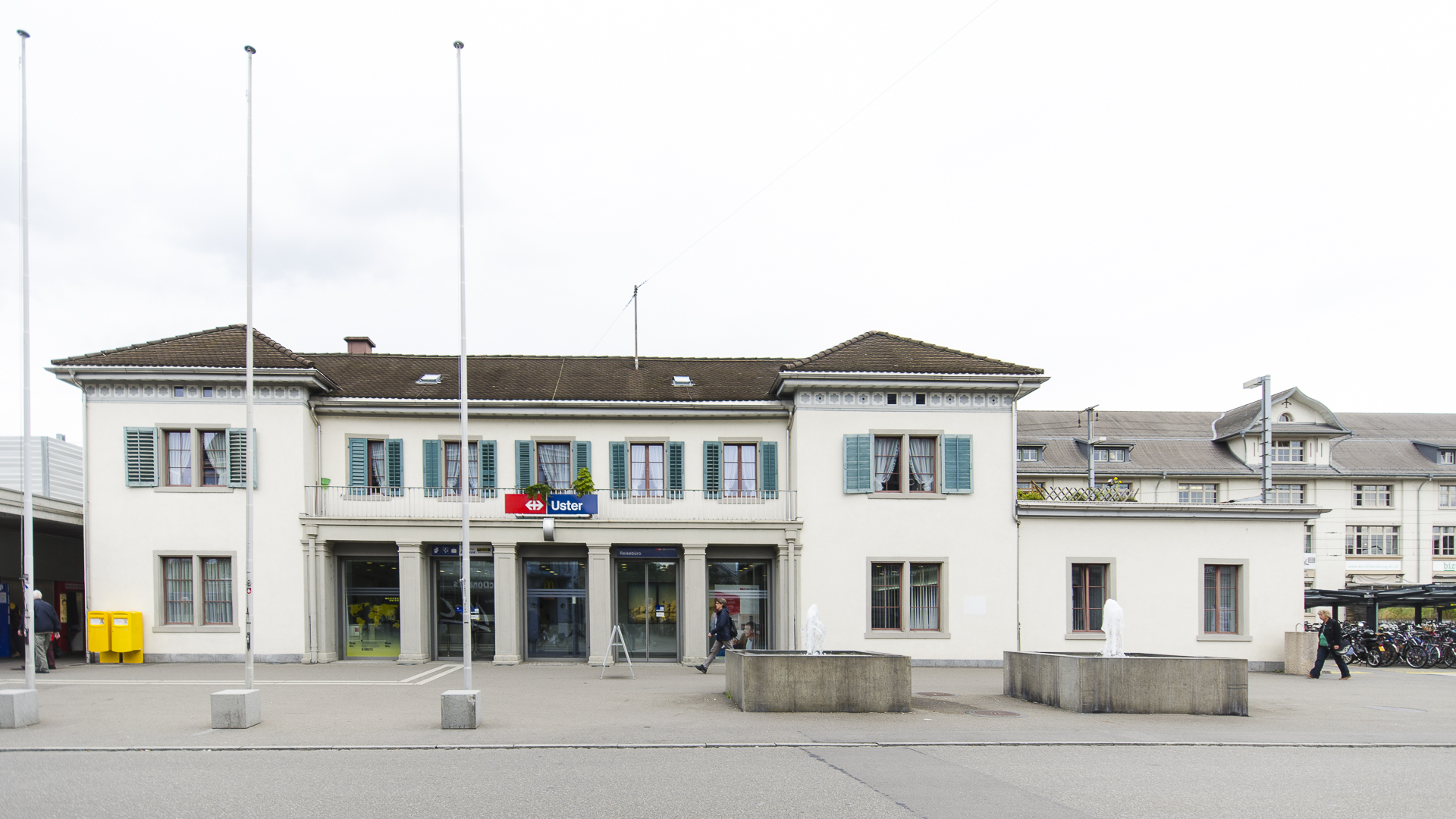
Das Aufnahmegebäude des Bahnhofs Uster

Der Bahnhof wurde zusammen mit der ersten Etappe der Glatthalbahn, die von Dübendorf nach Uster führte, am 1. August 1856 eröffnet. Da der Bahnhof Dübendorf einer anderen Gesellschaft gehörte – dort schloss die Glatthalbahn an die Schweizerische Nordostbahn an – wurden die Depotanlagen in Uster erstellt, obwohl der Bahnhof seit der Eröffnung der weiterführenden Strecke nach Wetzikon am 9. November 1857 zum Durchgangsbahnhof wurde.
Der Standort des Bahnhofes war während der Planungsphase recht lange unklar, da anfänglich auch eine Streckenführung über Wetzikon und Gossau zur Diskussion stand. Erst als die Streckenführung über Wetzikon entschieden war, konnte die Lage des Bahnhofes festgelegt werden. Dies führte dazu, dass die Bauarbeiten an den Hochbauten erst relativ spät aufgenommen wurden.

## Bahnhofsgebäude und Lokremise Uster

Luftbild mit Lokomotivdepot von Walter Mittelholzer (1919–37)

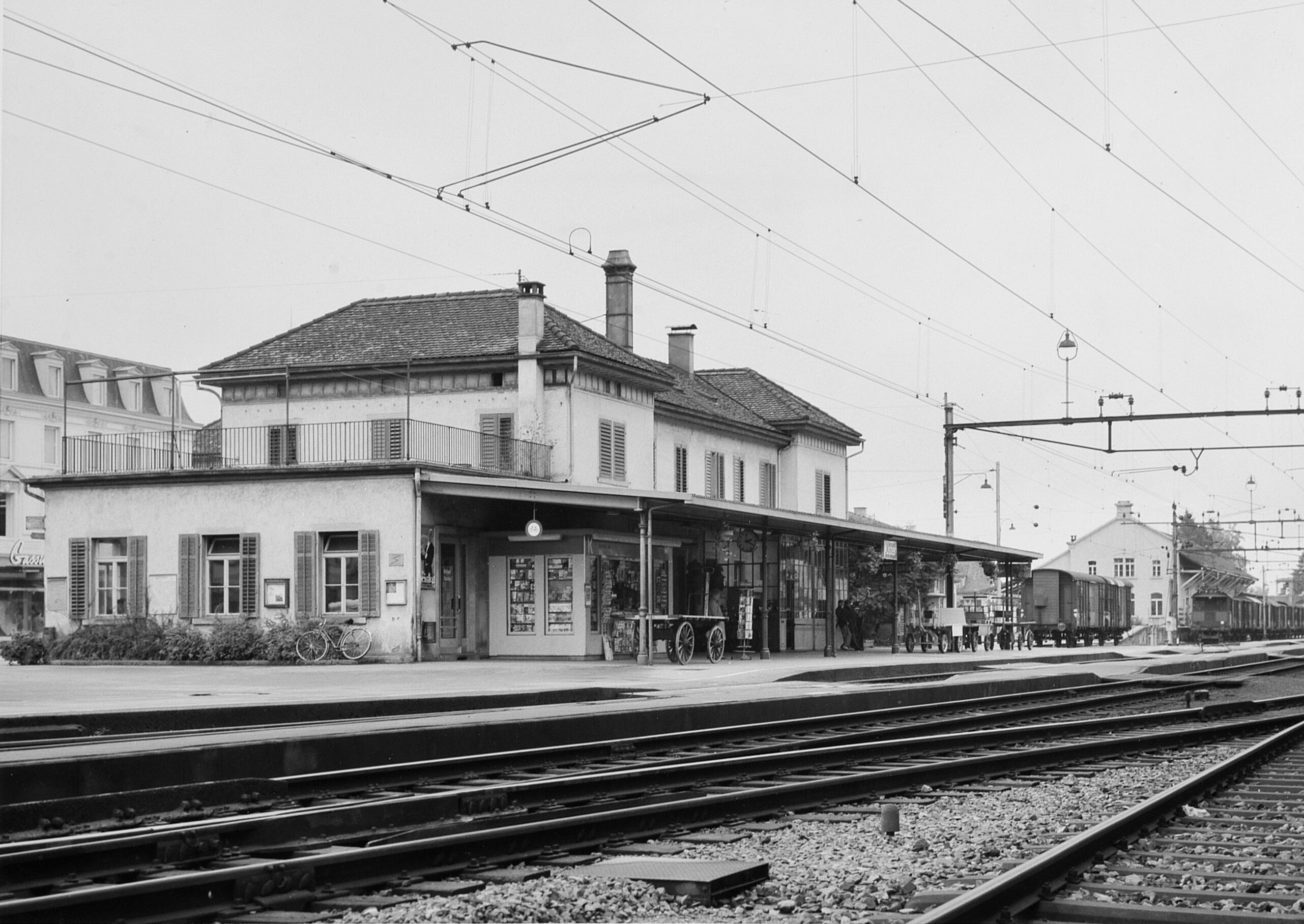
Der Bahnhof Uster vor dem Umbau auf Mittelperron (Aufnahmedatum 1967)

Der Bahnhof erhielt 1855 ein einstöckiges, provisorisches Aufnahmegebäude, welches von Kaspar Wetli geplant, jedoch schon 1856 durch ein klassizistisches Aufnahmegebäude ersetzt wurde, das einen doppelstöckigen, fünfachsigen Mittelteil mit beidseitigen Risaliten besitzt. Das Gebäude wurde von der SBB als national schutzwürdig eingestuft.
Die Lokremise Uster besteht aus den Remisen 1 und 2. Diese stehen als Ensemble seit 1985 unter Denkmalschutz. Es ist die älteste, heute weitgehend in den Originalzustand zurückversetzte, Depotanlage der Schweiz. Die Lokremise ist heute im Besitz des Kantons Zürich und wird unter anderem auch vom Dampfbahn-Verein Zürcher Oberland bei den Revisionen an ihren Lokomotiven genutzt.
Die Lokremise 1 ist als Rechteckremise mit zwei Gleisen ausgeführt und wurde 1856 erbaut. Die Lokremise 2 ist als Rundschuppen mit fünf Gleisen ausgeführt und wurde 1857 erbaut.
Der Güterschuppen mit den darüber liegenden Wohnungen wurde von Max Vogt entworfen und 1984 erbaut.

## Verkehr
Die folgenden vier Linien der S-Bahn Zürich führen über Uster. Die einzelnen Linien verkehren im Halbstundentakt, so dass stündlich acht Züge nach Zürich sowie sechs Züge weiter ins Zürcher Oberland fahren:
- S 5 Zug – Affoltern a. A. – Zürich HB – Uster – Pfäffikon SZ
- S 9 Schaffhausen – Jestetten – Rafz – Zürich HB – Stettbach – Uster
- S 14 Affoltern a. A. – Altstetten – Zürich HB – Oerlikon – Wallisellen – Hinwil
- S 15 Rapperswil – Uster – Zürich HB – Oberglatt – Niederweningen

Zusätzlich verkehren zwei Linien des ZVV-Nachtnetzes an Wochenenden in den Nächten von Freitag auf Samstag, von Samstag auf Sonntag sowie an allgemeinen Feiertagen und Spezialanlässen ab ca. 01.00 Uhr bis in die frühen Morgenstunden:
- SN5 Knonau – Zürich HB – Uster – Pfäffikon SZ
- SN9 Bülach – Zürich HB – Stettbach – Uster

### Busbetrieb

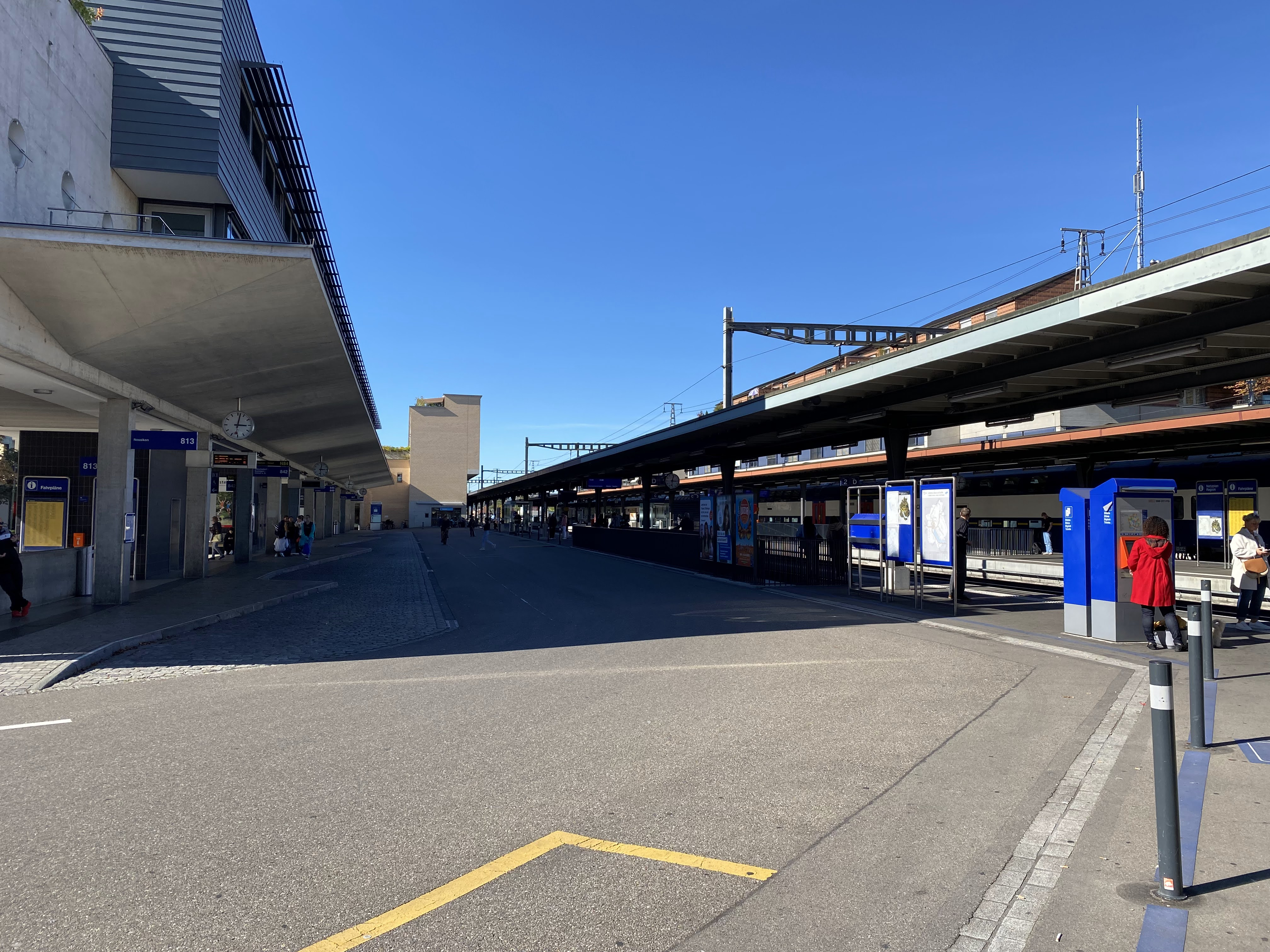
Der Busbahnhof

Am Bahnhof Uster stehen den Reisenden sechs lokale und sechs regionale Buslinien der Verkehrsbetriebe Zürichsee und Oberland (VZO), Postauto und der Verkehrsbetriebe Glattal (VBG) zur Verfügung.

#### Stadtlinien
Alle Stadtlinien bis auf die Linie 818 fahren am Montag – Samstag im 15-Minuten-Takt und am Sonntag im 30-Minuten-Takt. Die Linie 818 verkehrt jeweils die ganze Woche im 30-Minuten-Takt.
- 811 Uster – Gschwader, Haberweid – Uster (Rundkurs)
- 812 Uster – Spital, Hegetsberg – Uster (Rundkurs)
- 813 Uster – Nossikon
- 816 Uster – Pfannenstielstrasse
- 817 Uster – See (dort Anschluss an das Kursschiff nach Maur)
- 818 Uster – Sportanlage (Hallenbad und Sporthalle Buchholz)

#### Regionallinien
- 725 Uster – Gutenswil – Volketswil – Schwerzenbach
- 827 Uster – Wermatswil – Fehraltorf, Schrännenbrunnen
- 830 Uster – Wermatswil – Pfäffikon ZH, Bahnhof
- 842 Uster – Riedikon – Mönchaltorf – Esslingen (– Oetwil am See)
- 845 Uster – Sulzbach – Bertschikon – Gossau ZH (– Grüningen)
- 846 Uster – Seegräben (nur Samstag sowie Sonn- und Feiertag)

#### Nachtbuslinien
Die Nachtbuslinien sind Teil des ZVV-Nachtnetzes und verkehren im 60-Minuten-Takt an den gleichen Tagen wie die Nacht-S-Bahnen.
- N81 Uster – Wageren (Rundkurs durch Uster)
- N84 Uster – Riedikon – Mönchaltorf – Esslingen – Oetwil am See

## Bilder

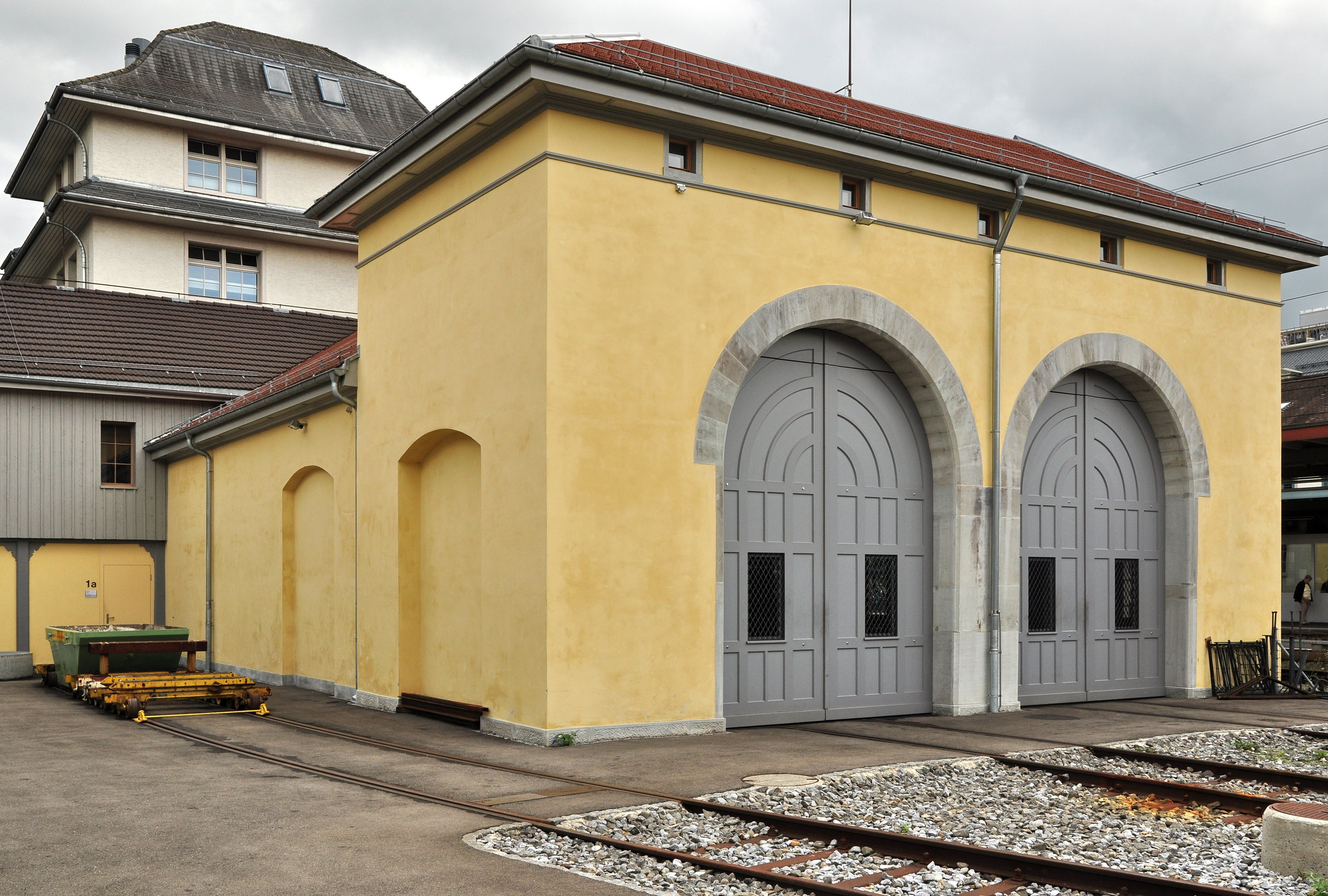
Die Lokremise 1
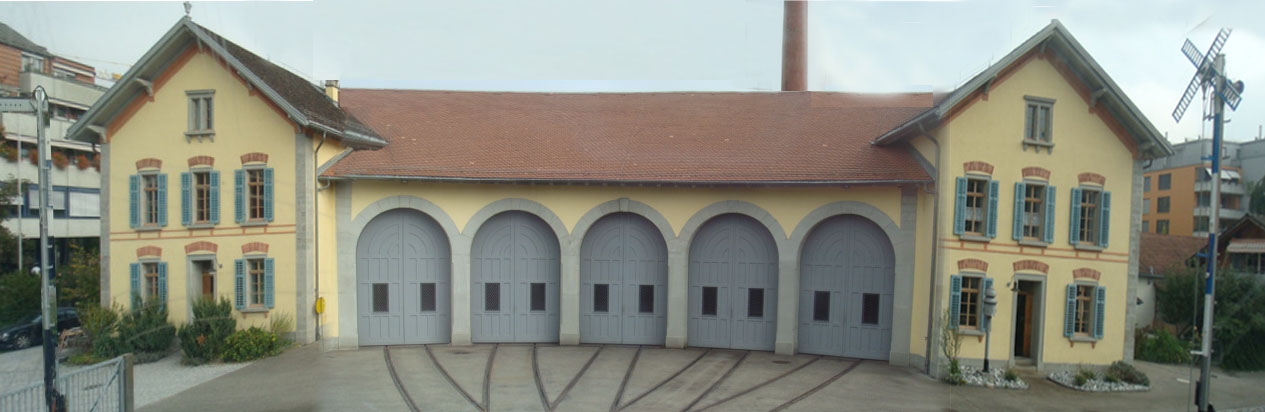
Blick über die Drehscheibe auf den Ringschuppen, bzw. Lokremise 2
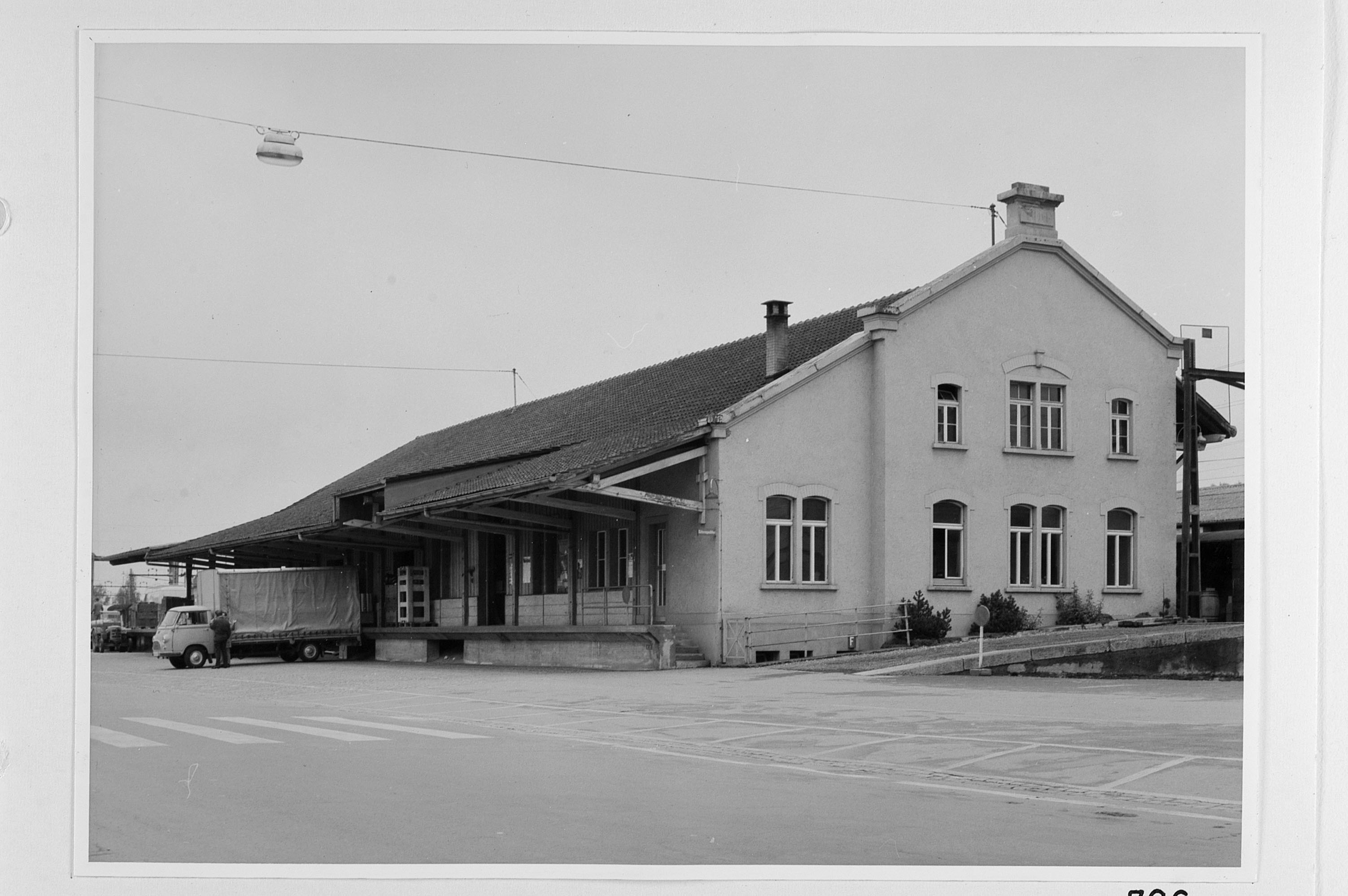
Der alte, abgebrochene Güterschuppen, der neben Aufnahmegebäude Seite Zürich stand (im Bereich des heutigen Busbahnhofes)
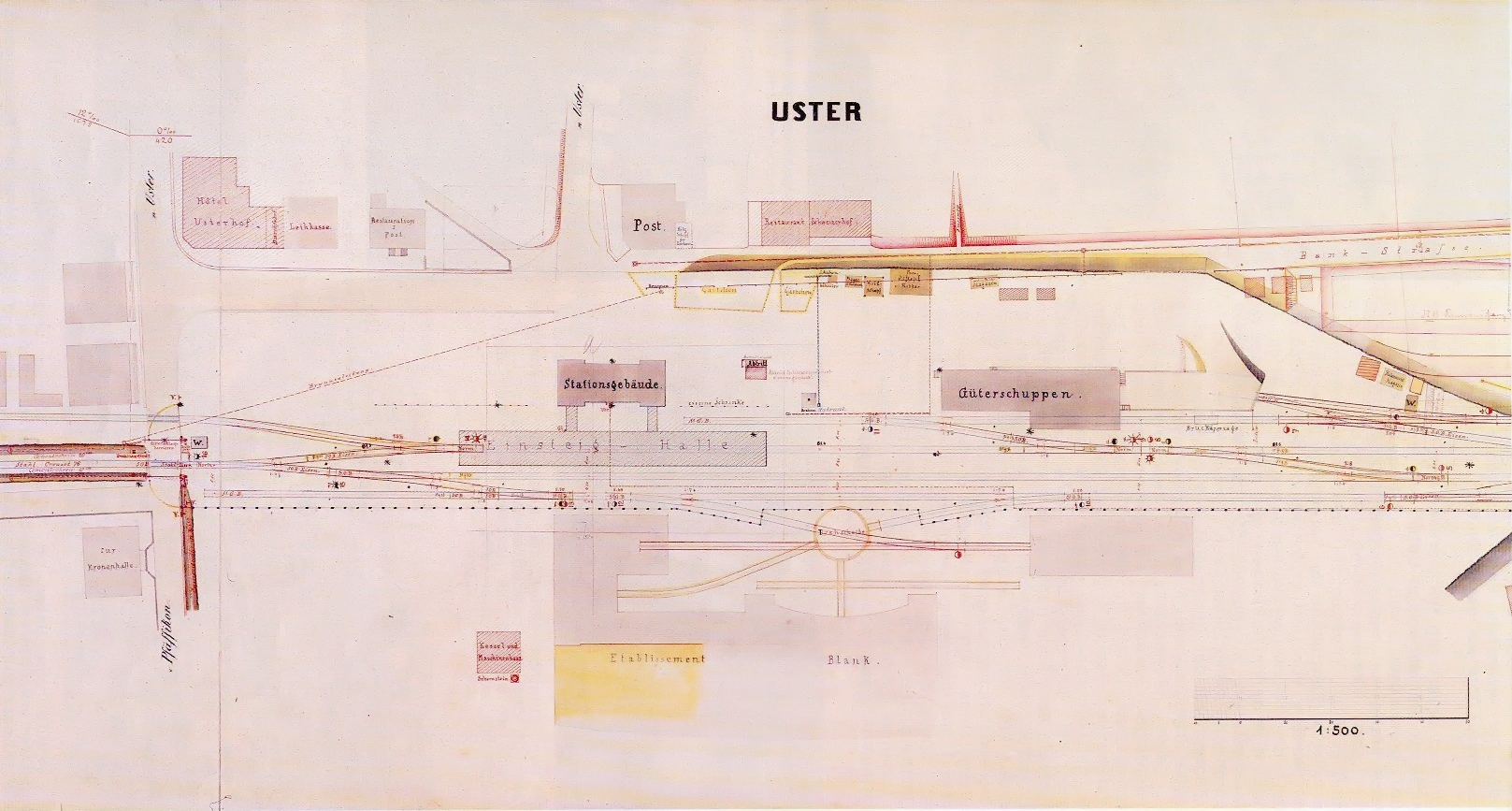
Gleisplan (1889)